# Język niemiecki
Język niemiecki, rzadziej niemczyzna (niem. deutsche Sprache, Deutsch /dɔɪ̯t͡ʃ/) – język z grupy zachodniej języków germańskich rodziny indoeuropejskiej.

## Formy, odmiany, zasięg
Język niemiecki w Niemczech (Binnendeutsch) występuje w trzech formach/wariantach językowych: język standardowy (wysokoniemiecki, Hochdeutsch), język potoczny (czy też języki potoczne, Umgangssprache) oraz dialekty. Dialekty dolnoniemieckie (Niederdeutsch) zostały uznane za język regionalny (Regionalsprache). Istnieją też odmiany (warianty, Varietäten) języka niemieckiego: w Austrii (Österreichisch, österreichisches Deutsch) i w Szwajcarii (Schweizerhochdeutsch, schweizerisches Deutsch). Ponadto język niemiecki jest używany jako język urzędowy w Luksemburgu (obok języka luksemburskiego i francuskiego), Liechtensteinie, w części Belgii.

## Języki zachodniogermańskie

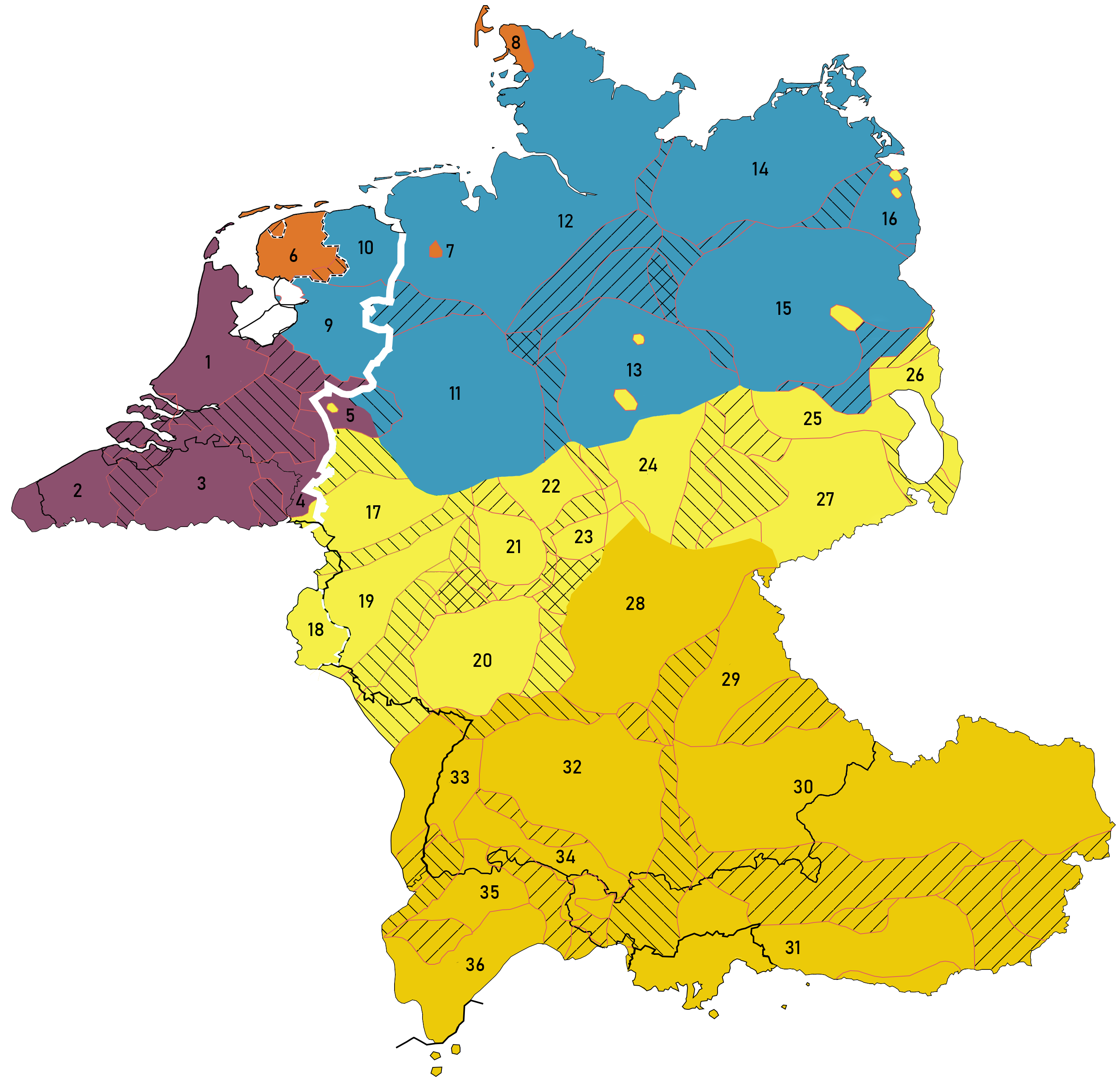
Dialekty zachodniogermańskie w kontynentalnej Europie

W skład języków zachodniogermańskich, które przede wszystkim ze względów politycznych, a nie lingwistycznych są powszechnie uważane za „jeden język niemiecki”, wchodzą:
- alemański (Szwajcaria, Liechtenstein, Alzacja, Szwabia, w tym południowa część landu Badenia-Wirtembergia i Vorarlberg)
- bawarski (Górna Bawaria, Dolna Bawaria, Górny Palatynat, Południowy Vogtland, Austria – oprócz kraju związkowego Vorarlberg, Samnaun w Gryzonii, Prowincja Bolzano, dawniej także część Szumawy i Lasu Czeskiego na terenie Czech i Moraw)
- górnofrankijski (Frankonia),
- środkowofrankijski, zwany też zachodniośrodkowoniemieckim (Hesja, Palatynat, mowa okolic Kolonii i wschodniej Mozeli),
- wschodniośrodkowogórnoniemiecki (do którego można zaliczyć „Standardhochdeutsch”, oraz gwary z obszaru Górnej Saksonii, Turyngii, Anhaltu, południowej Brandenburgii oraz ze Śląska; dawniej również Prusy Górne, Sudety) oraz
- dolnoniemiecki (Dolna Saksonia, Meklemburgia, północna Brandenburgia, Pomorze – obecnie tylko Przednie, dawniej również Prusy Dolne; historycznie również język niderlandzki (dolnofrankijski), a za nim afrikaans stanowią odmianę języka dolnoniemieckiego[8][9][10]).

## Wpływ na inne języki
Języki niemieckie (często w kontakcie z innymi językami) odegrały kluczową rolę w kształtowaniu się kilku innych języków. Przykładem jest tu wykształcony w średniowieczu język jidysz. W XIX wieku natomiast z kilku etnolektów niemieckich w Pensylwanii wykształciła się odmiana pensylwańska.
Z języka niemieckiego pochodzą słowa spotykane też w innych językach, takie jak: kindersztuba, weltschmerz, schadenfreude.

## Użytkownicy na świecie

Świat niemieckojęzyczny

Język niemiecki ma swoich użytkowników w wielu krajach, gdzie nie ma statusu oficjalnego. Są to: Stany Zjednoczone, Brazylia, Kanada, Francja, Argentyna, Rosja, Kazachstan, Australia, Holandia, Wielka Brytania, Hiszpania, Chile, Węgry, Południowa Afryka, Meksyk, Izrael, Rumunia i Czechy.
W roku 2015 na całym świecie języka niemieckiego jako obcego uczyło się około 15,4 miliona osób. Najwięcej osób uczyło się niemieckiego odpowiednio: w Europie – 9,4 mln, w krajach Wspólnoty Niepodległych Państw – 3,1 mln, w Afryce – 0,85 mln, Azji – 0,79 mln oraz w USA i Kanadzie – 0,53 mln. Na poziomie studiów wyższych niemieckiego jako języka obcego uczyło się w 2015 roku ok. 1,3 mln studentów. Krajem, w którym największa liczba osób uczyła się w 2015 roku języka niemieckiego, była Polska – 2,28 mln osób, drugie miejsce zajmowały Wielka Brytania oraz Rosja – po 1,55 mln, a trzecie Francja – 1 mln uczących się.
W Polsce nauka języka niemieckiego oraz francuskiego, jako nośników nowoczesnej zagranicznej kultury i nauki, zyskiwała popularność od czasów Oświecenia. Dotyczyło to również pozostającego poza władzą państw niemieckojęzycznych Królestwa Kongresowego. W dwudziestoleciu międzywojennym języka niemieckiego w polskich szkołach średnich uczyło się 60% uczniów. W PRL-u rola języka niemieckiego w nauczaniu spadła, pod koniec tego okresu dotycząc 12% uczniów szkół podstawowych i ok. 30% uczniów szkół średnich. Na początku XXI wieku (w roku szkolnym 2011/2012) w polskich szkołach różnego typu język niemiecki był obowiązkowym przedmiotem dla 39% uczniów.

## Ortografia
Alfabet niemiecki jest odmianą alfabetu łacińskiego i składa się z 30 liter. Oprócz 26 liter klasycznych zawiera także przegłosy ä, ö i ü (tzw. umlauty) oraz ß (tzw. Es-Zett lub scharfes S). Przy braku odpowiednich czcionek muszą one być zastępowane odpowiednimi dwuznakami (ä = ae, ö = oe, ü = ue, ß = ss).
```
A Ä B C D E F G H I J K L M N O Ö P Q R S ẞ T U Ü V W X Y Z
a ä b c d e f g h i j k l m n o ö p q r s ß t u ü v w x y z
```

Cechą charakterystyczną niemieckiej ortografii jest pisownia wszystkich rzeczowników wielką literą.
W 1998 r. wprowadzono reformę (potem kilkakrotnie modyfikowaną) niemieckiej ortografii, która polega m.in. na wariantowym zniemczeniu pisowni niektórych wyrazów obcych, zwiększeniu liczby wyrażeń pisanych rozdzielnie oraz wielką literą, jak również wprowadzenie zasady, że ß ma występować po długiej samogłosce, a ss – po krótkiej oraz zwiększeniu częstotliwości używania litery ä zamiast e. Nowa pisownia formalnie obowiązuje już w Niemczech i Austrii, jest jednak ignorowana przez największe wydawnictwa prasowe.
Wygląd szkolnego pisma ręcznego w języku niemieckim był ściśle uregulowany. Do 1925 r. było to pismo zwane Kurrentschrift (kurrenta; inaczej Spitzschrift), a w latach 1935–1941 Sütterlinschrift (inaczej Deutsche Schrift). Do dzisiaj widać te wpływy w piśmie ręcznym starszego pokolenia Niemców.
Dla niemieckiego ze Szwajcarii i Liechtensteinu charakterystyczny jest brak litery ß w pisowni, zastępuje się ją podwójnym „s” (ss).

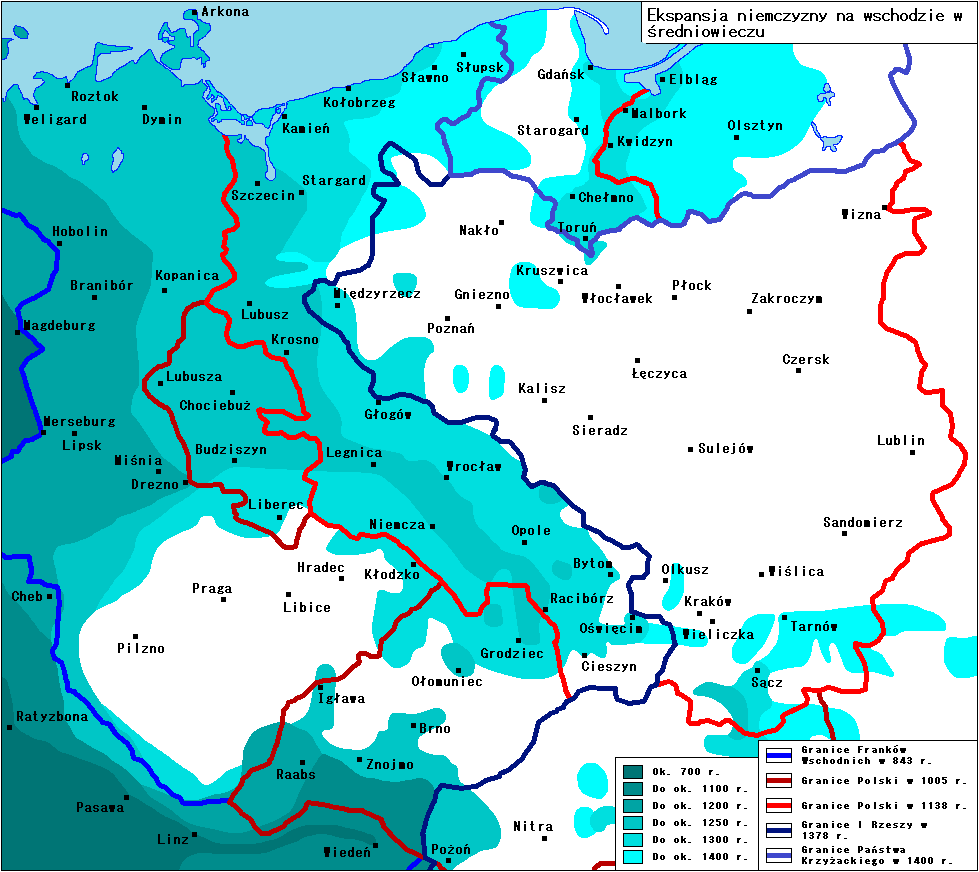
Osadnictwo i podboje niemieckie na wschodzie do 1400

## Akcent wyrazowy
- Akcent wyrazowy w języku niemieckim pada w zdecydowanej większości wyrazów na pierwszą sylabę w wyrazie, np. dol·met·schen [ˈdɔlmɛt͡ʃən][b]. W wyrazach złożonych z dwóch samodzielnych wyrazów np. Plat·ten-spie·ler [ˈplatənˌʃpiːlɐ] wyróżnia się dwa akcenty – główny na pierwszą sylabę pierwszego członu i poboczny na pierwszą sylabę drugiego członu. Wyjątkami są:
  - czasowniki i imiesłowy z nieakcentowanym przedrostkiem, np. übersetzen [ʏbɐˈzɛt͡sən], gemacht [gəˈmaxt] oraz utworzone od nich rzeczowniki, np. Übersetzung [ʏbɐˈzɛt͡sʊŋ], das Gemachte [das gəˈmaxtə];
  - niektóre wyrazy pochodzenia obcego np. Partei [paʁˈtaɪ̯];
  - samogłoski długie są akcentowane.

## Fonetyka i fonologia a pisownia niemiecka
- W niemieckiej pisowni występuje wiele wieloznaków, takich jak:
  - ae[c] – oznacza głoskę /aː/ np. Raesfeld [ˈraːsˌfɛlt].
  - au – oznacza /aʊ/ np. Haus [haʊ̯s]
  - ch – oznacza w sąsiedztwie fonemów /a/, /o/, /u/ i wieloznaku /au/ głoskę [x] tzw. Ach-Laut (przykłady: Nacht [naxt], wach [vax], Bauch baʊ̯χ), po e, i, ä, ö, ü, ei, ai, eu, äu, l, r, m, n, –chen oraz w wyrazach obcego pochodzenia miękkie [ç], zbliżone do wymowy ch w polskim wyrazie chirurg (przykłady: Pech [pɛç], Chemie [çemi:], ich [ʔɪç], China [ˈçiːna], Nächte ['nɛçtə], Eiche [ˈaɪ̯çə], euch [ɔɪ̯ç], Mädchen [ˈmɛːtçən] lub [ˈmeːtçən]), W wyrazach greckich na początku wyrazu przed fonemami /a/, /o/ oraz przed spółgłoską oznacza głoskę [k], np. Charakter [ka'ʁaktɐ], Cholera ['kɔləʁa], Chrom [kʁoːm]
  - chs – oznacza /ks/ (przykłady: wachsen [ˈvaksn̩])
  - dsch – oznacza głoskę [d͡ʒ] występującą wyłącznie w wyrazach obcego pochodzenia, np. Dschungel [ˈd͡ʒʊŋəl]
  - Końcówka -er ulega asymilacji do tzw. r zwokalizowanego[d] [ɐ] np. Mutter ['mʊtɐ] (zjawisko to nie występuje jednak w niektórych wariantach standardowego niemieckiego (np. u większości Szwajcarów) i jest zastępowane przez [r̩] lub [ər].
  - ie – oznacza [i:] lub [ɪ]. (przykłady: Knie [kniː], ale Vietnam [ˌviɛtˈnam], das Viertel [fɪrtəl])
  - io – oznacza w wyrazach pochodzenia obcego [joː] lub [iːoː] np. ionisch /ˈjoːnɪʃ/ lub /ˌiːˈoːnɪʃ/
  - ig – oznacza w nieakcentowanym wygłosie dwuznak /ɪç/, a w odmianie /ɪɡ/. np.: fleißig ['flaɪ̯sɪç] i der fleißige Student [deːɐ̯] ['flaɪ̯sɪɡɐ] [ʃtuˈdɛnt]
  - ng – oznacza zwykle głoskę ([ŋ]), np. fangen [ˈfaŋən]. W niektórych wyrazach obcego pochodzenia oznacza [ŋg], np. anglikanisch [aŋgli’kaːnɪʃ]
  - nk – oznacza zbitkę spółgłosek[e] [ŋk], np. Enkel [ˈɛŋkəl]
  - oe, oi – oznacza głoskę [œ] np. Dietrich Bonhoeffer [ˈdiːtʁɪç ˈboːnhœfɐ] lub oznaczają głoskę /oː/ (przykłady: Soest [zoːst], Voigt [foːkt]). Występują tylko w nazwach własnych.
  - oey[c] – oznacza głoskę /ø:/ np. Bad Oeynhausen [ba:t'ø:nhaʊzn].
  - ou – oznacza w Namibii [œŭ] lub [ɔŭ], np. Oukie [œŭkiː] albo [ɔŭkiː]
  - Końcówka -ow występujące regionalnie w nazwach miejscowości oznacza długą głoskę /oː/, np. Güstrow [ˈgʏstroː] oraz sporadycznie w niemieckich nazwiskach (gdy występuje w obcojęzycznych nazwiskach czytane jest zgodnie z oryginalną wymową)
  - qu – zwykle oznacza /kv/ np. Quelle ['kv̥ɛlə].
  - rh – oznacza fonem /r/, realizowany jako [r], [ʀ] lub [ʁ] (występuje wyłącznie w wyrazach obcego pochodzenia – np. Rheumatismus [ˌʁɔʏ̯ma’tɪsmʊs]
  - sp – oznacza /ʃp/ z wyjątkiem pozycji wygłosowej, wówczas – sp /sp/ (przykłady: Sport [ʃpɔʁt]), także w wyrazach obcego pochodzenia np. Spartakiade [ˌʃpaʁta’kɪ̯adə] (ale: Wespe ['vɛspə]). Litera s przed dwuznakiem ph oznacza [s]: Sphäre ['sfeːʁə]. Istnieją też dialekty, w których sp zawsze oznacza [sp] lub zawsze [ʃp].
  - st – oznacza /ʃt/ z wyjątkiem pozycji wygłosowej – wówczas /st/. [ʃt] wymawiane jest także w nagłosie wyrazów obcego pochodzenia, np. Stratosphäre [ˌʃtʁatɔ'sfeːʁə] (ale: Bestie ['bɛstɪ̯ə], Vestalin [vɛs’taːlɪn]). Istnieją też dialekty, w których st oznacza zawsze [st] lub zawsze [ʃt].
  - ti – oznacza w śródgłosie przed samogłoską głoskę [t͡sɪ] występującą wyłącznie w wyrazach obcego pochodzenia, np. Vegetation [vegetaˈt͡sɪɔːn].
  - tsch – oznacza /t͡ʃ/ np. Deutsch [dɔɪ̯t͡ʃ]
  - tz – oznacza t͡s np. w wyrazie Katze ['kat͡sə]
  - ue – oznacza głoskę [ʏ] np. Ueckermünde [ʏkɐˈmʏndə] lub /uː/ np. Buer [buːɐ̯]. Występuje w nazwach własnych.
  - ui i uy, występujące w pisowni regionalnej, oznaczają głoskę /yː/, np. Duisburg ['dyːsb̥ʊʁk], Neukirchen- Vluyn [nɔʁt’kɪʁçən 'flyːn], Huy [ˈhyː]. W nielicznych wyrazach, głównie obcego pochodzenia, ui występuje także w pisowni standardowej na oznaczenie dyftongu [ʊɪ̯] (np. Uigure [ʊɪ̯'guːʁə], pfui [pfʊɪ̯]).
  - zig – oznacza [t͡sɪç] np. Zwanzig [ˈt͡svant͡sɪç]
  - zsch[c] – oznacza głoskę [t͡ʃ], np. Zschopau [ˈt͡ʃoːpaʊ]
  - tzsch[c] – oznacza głoski [t͡sʃ], np. Friedrich Wilhelm Nietzsche [ˈfʁiːdʁɪç ˈvɪlhɛlm ˈniːt͡sʃə].
  - ai, ay, ei,ey – zwykle oznacza dyftong /aɪ̯/, przykłady: Mais [maɪ̯s], Bayern ['baɪ̯ɐn], Leim [laɪ̯m], Meyer ['maɪ̯ɐ].
  - äu, eu, oi, oy – zwykle oznacza dyftong /ɔɪ̯/. Przykłady: läuten [ˈlɔɪ̯tən], Beutel [ˈbɔɪ̯təl], także w wyrazach pochodzenia greckiego np. Euthanasie [ˌʔɔʏ̯tana’ziː], Alois ['ʔalɔʏ̯s], Hoyerswerda ['hɔʏ̯ɐsv̥ɛɐ̯da˙].
  - Dwie sąsiadujące litery oznaczające tę samą spółgłoskę (np. bb, dd, ff, gg, kk, ll, mm, nn, pp, rr, ss, tt) i należące do jednego morfemu czyta się jako jeden dźwięk, inaczej niż w języku polskim. Przykłady: (Ebbe [ˈɛbə], Kladde [ˈkladə], Schiff [ʃɪf]), Flagge ['flaɡə], zurückkommen [t͡suˈʀʏkːɔmən] toll [tɔl], kommen [ˈkɔmən], Sonne ['zɔnə], Treppe [ˈtʁɛpə], starre [ˈʃtaʁe], essen [ˈɛsən], retten [ˈʁɛtən]. Zapis ten jednocześnie oznacza, że poprzedzająca taką spółgłoskę samogłoska jest krótka.
  - Dwie sąsiadujące litery oznaczające tę samą samogłoskę (aa, oo lub ee) czyta się jako jeden dźwięk (jedną długą samogłoskę), inaczej niż w języku polskim. Przykłady: Saal [zaːl], Boot [boːt], Seele ['zeːlə]. Podwójne uu występujące na przykład w wyrazie Genugtuung [gə'nuːkˌtuːʊŋ] czyta się jednak jako dwie samogłoski ze względu na przebiegającą między nimi granicę morfemów. Z podobnych względów podwójne ii w wyrazie assoziieren w wymowie starannej oznacza dwie samogłoski: [asot͡sɪ'iːʁən]. Również podwójne ee w wyrazie beenden nie oznacza z tego powodu jednej długiej samogłoski: [bə'ʔɛndən].
  - Sąsiadujące litery (np. ck, tz, dt, ph[f], sch, ah, äh, eh, ih, ..., th[f], gh, dh, ..., oraz tylko w nieakcentowanych końcówkach w wymowie potocznej: el, em, en i standardowej: er – oznaczają pojedynczą głoskę wynikającą z ogólnie ustalonej zasady odczytywania kombinacji liter. Przykłady: Zucker [ˈt͡sʊkɐ], Schreck [ʃʁɛk], Katze ['kat͡sə], Stadt [ˈʃtat], Physik [fyˈzɪk], Phase ['faːzə] – także w imionach, np. Sophie, Schaf [ʃaːf], Thema ['teːma˙], Wandel [ˈvandl], kleinem [ˈklaɪnm], Herzen [ˈhɛɐt͡sn], Schüler [ˈʃʏːlɐ].

Uwaga: powyższe zbitki liter mogą czasami oznaczać oddzielne głoski, jeśli użyto ich w zapisie oddzielnych morfemów, np.: beurteilen [bə'ʔuʁtaɪlən], beinhalten [bə'ʔɪnhaltən], entzückend [ɛnt’t͡sʏkənt], entscheiden [ɛnt'ʃaɪ̯dən], angeblich ['ʔangeːplɪç], ankommen ['ʔankɔmən], Häschen ['heːsçən] itp.
- Litera c występuje poza dwuznakami jedynie w nowszych zapożyczeniach (np. Creme [kʁɛːm] lub [kʁeːm]), Container [kɔn’teːnɐ], Center ['sɛntɐ], imionach (np. Claudia ['klaʊdɪ̯a]) i nazwach miejscowych. Oznacza głoskę [k] przed samogłoskami a, o oraz u, a także przed spółgłoskami, rzadziej [t͡s] lub [s].
- Litery d, t, n oznaczają głoski apikalne (nie jak w języku polskim koronalne)
- e – oddaje w zapisie długość samogłoski oznaczonej przez literę poprzedzającą – w pisowni standardowej wyłącznie przez literę i (np. viel [fiːl]) – regionalnie także literę o (np. Soest [zoːst]). /eː/ i /ɛː wymawiane są w sposób zbliżony do polskiego „ej”, przykłady: leer [leːɐ̯], Bär [bɛːɐ̯]. Natomiast samodzielne końcowe [ə] wymawiane jest jako zredukowana samogłoska[g] szwa np. Mücke [ˈmʏkə].
- h – oddaje w zapisie długość samogłoski oznaczanej przez literę poprzedzającą, przykłady: Schuh [ʃuː] i Schuhe ['ʃuːə]). Ortografia niemiecka nie jest w tym wypadku jednak konsekwentna, ponieważ często długości samogłosek nie oznacza się w piśmie. A więc na przykład chociaż w wyrazie Stühle ['ʃtyːlə] litera h oznacza długość samogłoski oznaczanej przez ü, tj. [yː], to już przy tej samej samogłosce w wyrazie Schüler ['ʃyːlɐ] litera h nie pojawia się w zapisie. Dodatkowo h występuje w części wyrazów również tam, gdzie jej funkcja oznaczania długości jest zbędna, ponieważ rolę tę spełniają inne litery, np. w er sieht) ['ʔeːɐ̯ 'ziːt] litera h jest zbędna z punktu widzenia oddawania w zapisie długości samogłoski [iː], ponieważ długość oznacza już dwuznak ie. O regułach użycia litery h w ortografii nie decydują więc wyłącznie względy fonetyczne, ale też historyczne oraz korelacja z innymi formami danego wyrazu (por. omówione sieht, bo sehen). Samodzielna litera h oznacza w nagłosie spółgłoskę [h], różną od [x], przykłady: hin [hɪn], występuje także w rzeczownikach złożonych rothaarig [ˈroːthaːrɪç]. Przed l, m, n, r i po samogłoskach występuje tzw. h-nieme. Przykłady: Jahr [jaːɐ̯] i Jahr [jaːɐ̯], Kuhle [ˈkuːlə], Kuhle [ˈkuːlə], Schuhe [ˈʃuːə], gehen [geːən] (dodatkowo długa samogłoska e wymawiana jest w sposób zbliżony do polskiego ej, choć w Austrii wymawia się [geːhən].
- i – oddaje w zapisie długość samogłoski oznaczonej przez literę poprzedzającą, ale występuje jedynie regionalnie w stosunku do litery o (np. Troisdorf ['tʁoːsd̥ɔʁf])
- Ze względu na dialekty istnieją trzy równoprawne warianty realizacji fonemu /r/ – [r], [ʀ] i [ʁ]
- Samodzielne s oznacza [z] w nagłosie przed samogłoską np. Sache [zaxe], w śródgłosie między dwoma samogłoskami np. Glaser [ˈglaːzɐ], natomiast w nagłosie przed spółgłoską, śródgłosie przed spółgłoską, wygłosie oraz w zapożyczeniach z języka angielskiego oznacza [s], przykłady: Sphäre ['sfe:ʁə], Mast [mast], Haus [haʊ̯s], Sex [sɛks] również [zɛks] (zbitki st, sp, sch, ss omówiono powyżej).
- Litera o oznacza /oː/, które wymawia się inaczej niż w języku polskim np. Bote [ˈboːtə]. [o] wymawia się zaś tak samo jak w języku polskim.
- Litera ß oznacza głoskę [s] np. weiß [vaɪ̯s], w odróżnieniu od ss (również oznaczającego [s] np. Fass [fas]) występuje w zapisie po samogłoskach długich i dyftongach. Dodatkowo dla zastąpienia litery ß przy braku odpowiedniej czcionki stosuje się sz lub ss.
- Litera t oznacza przed samogłoską w wyrazach obcego pochodzenia [t͡s]) np. Nation [nat͡si̯o:n]), zaś w wyrazach rodzimie niemieckich [t], np. Tisch [tɪʃ]
- Litera x oznacza [ks] np. Xerographie [kseʀoɡʀaˈfiː].
- Litera v oznacza w nagłosie głoskę [f] np. Vater [ˈfaːtɐ] z wyjątkiem wyrazów obcego pochodzenia, w których oznacza zazwyczaj głoskę [v], np. w wyrazie Virus ['viːʁus].
- Litera y oznacza w śródgłosie głoskę /yː/ (Lyrik ['lyːʁɪk]), [y] (Physik [fy'ziːk]) lub [ʏ] (Sylt ['zʏlt]), natomiast w wygłosie głoskę [ɪ] (Franz Vranitzky ['fʁant͡s fʁa’nɪt͡skɪ])
- Litera z – oznacza głoskę [t͡s], przykłady: Zorn ['t͡sɔʁn], Zahn [t͡saːn]
- W języku niemieckim występują też tzw. umlauty:
  - Litera ä oznacza głoskę [ɛ] (Äste ['ʔɛstə]) lub /ɛː/ (spät [ʃpɛːt) (zastępowana jest najczęściej przez [eː], np. spät [ʃpeːt]). Dodatkowo dla zastąpienia litery ä przy braku odpowiedniej czcionki stosuje się ae np. w nazwiskach Lothar Herbert Matthäus → Lothar Herbert Matthaeus
  - Litera ö oznacza głoskę [œ], np. (öffnen ['ʔœfnən]) lub /øː/, np. mögen ['møːgən], czasem [ø] np. Föderation [ˌfødɛʁa’t͡sɪ̯oːn], także [øˑ] (Ökonomie [øˑkoˑnoˑˈmiː]). Dodatkowo dla zastąpienia litery ö przy braku odpowiedniej czcionki stosuje się oe np. w nazwiskach Andreas Widhölzl → Andreas Widhoelzl
  - Litera ü oznacza głoskę [ʏ] (Flüchtling ['flʏçtlɪŋ] lub /yː/ (fühlen ['fyːlən]) także [yˑ] (amüsieren amyˑˈziːʀən). Dodatkowo dla zastąpienia litery ü przy braku odpowiedniej czcionki stosuje się ue np. w nazwiskach Andreas Küttel → Andreas Kuettel, stronach internetowych Süddeutsche Zeitung → http://www.sueddeutsche.de/, adresach e-mailowych np. Süddeutsche Zeitung → redaktion@sueddeutsche.de
- Przed samogłoską akcentowaną w nagłosie morfemu występuje zwarcie krtaniowe [ʔ], nieoznaczane w piśmie.
- Spółgłoski dźwięczne ulegają ubezdźwięcznieniu w wygłosie przykłady: halb [halp] (b dźwięczna, p bezdźwięczna), Pferd [pfeːɐ̯t] (d dźwięczna, t bezdźwięczna), Weg [veːk] (g dźwięczna, k bezdźwięczna). Spółgłoski bezdźwięczne [p], [t], [k] wymawiane są z przydechem. Istnieją też ich nieprzydechowe odpowiedniki powstałe w wyniku ubezdźwięcznienia [b], [d] i [ɡ] w nagłosie morfemu po spółgłosce przydechowej, np. w wyrazie abgeben ['ʔapʰkeːbən] (częściej notowane jako ['ʔapg̊eːbən]) głoska [ɡ] w nagłosie morfemu -geben traci dźwięczność, lecz nie zyskuje przydechu po przydechowym [pʰ] w wygłosie morfemu ab-.
- Wyrazy i zwroty zapożyczone z języka angielskiego i francuskiego wymawiane są zwykle w sposób jednakowy z wymową obcą, np. Smith ['smɪθ], Niveau [ni’voː] lub w sposób zbliżony, np. First Lady ['fœəst 'leːdɪ] (ang. ['fəːst 'leɪ̯dɪ]), E-Mail [ˈʔiːmeːl] (ang. [ˈʔiːmeɪ̯l]), Sex [zɛks] (ang. [sɛks]), Etui [e’tyiː] (fr. [e’tɥi])
  - ea – oznacza w wyrazach pochodzenia obcego [iː] np. Easteregg [ˈiːstɐˌʔɛk]
  - ou – oznacza w wyrazach pochodzenia obcego Outsourcing [ˈaʊ̯tsɔːsɪŋ]
  - ya – oznacza w wyrazach pochodzenia obcego [ja] np. Yacht [jaxt]
  - ye – oznacza w wyrazach pochodzenia obcego [jeː] np. Yeti [ˈjeːti]
- W sylabach otwartych (kończących się samogłoską) samogłoskę wymawia się długo np.: fra ·gen [ˈfraːgən]); lub krótko np.: mo·ti·viert [motiˈviːɐ̯t]
- W sylabach zamkniętych (kończących się spółgłoską) samogłoskę wymawia się krótko, przykłady: kom·men, ler·nen, schmer·zen, Lek·tor, Mor·gen. Wyjątek stanowią samogłoski w wyrazach jednosylabowych, zakończone spółgłoską pojedynczą. Samogłoski w tych wyrazach są długie i należy je odpowiednio dłużej wymawiać. Przykłady: der [deːɐ], gut [guːt], wir [viːɐ], Tag [taːk], Weg [veːk], Fuß [fuːs], Spaß [ʃpaːs]. Ponadto należy pamiętać, że nieme „h” jest wskaźnikiem długości poprzedzającej je samogłoski. (Przykłady: Uhr, Stahl, Ohr, ihr, nehmen) Wskaźnikiem zaś krótkości samogłosek poprzedzających są zarówno dwie jednakowe, jak również dwie różne spółgłoski. (Przykłady: kom-men, ler-nen, singen, nicht, Gruppe, Kollege) Podwójne spółgłoski wymawia się w języku niemieckim (w przeciwieństwie do polskiego) tak jak pojedyncze spółgłoski, czyli krótko.
- Samogłoski przed zbitką (parą) spółgłosek należącymi do tego samego morfemu są zawsze krótkie, np. fast [fast], ale już np. er rast [ʔeːɐ̯ ˈʁaːst] z długim [aː], bo -t należy do innego morfemu (do końcówki fleksyjnej).
- Wieloznaki oznaczające spółgłoski oznaczają też krótkość samogłoski przed tą spółgłoską, np. waschen ['vaʃən] – krótkie [a] przed spółgłoską [ʃ].

Niemieckie samogłoski opisuje następująca tabela (na podstawie Lagenscheidts Taschenwörterbuch Deutsch):
| Samogłoski podstawowe | Samogłoski podstawowe | Samogłoski podstawowe | Samogłoski podstawowe | Samogłoski podstawowe | Samogłoski podstawowe |
| --- | --------------------- | --------------------- | --------------------- | --------------------- | --------------------- |
| |                       |                       |                       |                       |                       |
| | przednie              |                       | centralne             |                       | tylne                 |
| przymknięte | iː • yː               |                       |                       |                       | uː                    |
| prawie przymknięte |                       | ɪ • ʏ                 |                       | ʊ                     |                       |
| półprzymknięte | eː • øː               |                       |                       |                       | oː                    |
| średnie |                       |                       | ə                     |                       |                       |
| półotwarte | ɛ/ɛː • œ              |                       |                       |                       | ɔ                     |
| prawie otwarte |                       |                       |                       |                       |                       |
| otwarte | a                     |                       |                       |                       | ɑː                    |
| |                       |                       |                       |                       |                       |
| Uwaga. Jeśli podano dwa symbole rozdzielone kropką, ten, który znajduje się po lewej stronie, oznacza samogłoskę niezaokrągloną, a po prawej zaokrągloną. Samogłoskom długim (z wyjątkiem ɛː) odpowiadają samogłoski półdługie. |                       |                       |                       |                       |                       |

Istnieją też dwugłoski: /aɪ̯/, /ɔʏ̯/, /aʊ̯/ (rzadko także: /ʊɪ̯/)
Uwagi:
- W wymowie scenicznej[h] dyftongi niemieckie realizowane są odpowiednio jako /ae̯/, /oe̯/ i /ao̯/
- Samogłoska /ɛː/ zastępowana jest zazwyczaj przez /eː/ np. Mädchen ˈmɛːtçən lub ˈmeːtçən
- W nielicznych wyrazach obcego pochodzenia istnieje też krótka samogłoska /ø/, np. w wyrazie Föderation [ˌfødɛʁa’t͡sɪ̯oːn]
- Samogłoski krótkie w wygłosie (z wyjątkiem ə) ulegają często wydłużeniu i wymawiane są jako półdługie, np. [o˙] np. w wyrazie Kino ['kiːno˙].
- Równolegle do pisowni z wykorzystaniem liter ä, ü, ö występują słowa zawsze pisane przez ae, ue, oe – dotyczy to przede wszystkim niektórych nazw własnych (np. Goethe, Moers).

### Przykładowy tekst
Alle Menschen sind frei und gleich an Würde und Rechten geboren. Sie sind mit Vernunft und Gewissen begabt und sollen einander im Geist der Brüderlichkeit begegnen.
['ʔalə 'mɛnʃən zɪnt fʁaɪ̯ ʔʊnt g̊laɪ̯ç ʔan 'vʏʁdə ʔʊnt 'ʁɛçtən gə'boːʁən # zi: zɪnt mɪt fɐ'nʊnft ʔʊnt g̊ə'vɪsən bə'gaːpt ʔʊnt 'z̥ɔlən aɪ̯'nandɐ ʔɪm gaɪ̯st d̥eːɐ̯ 'bʁyːdɐlɪçkaɪ̯t b̥ə'geːgnən]
Wszyscy ludzie rodzą się wolni i równi pod względem swej godności i swych praw. Są oni obdarzeni rozumem i sumieniem i powinni postępować wobec innych w duchu braterstwa.

## Gramatyka
Język niemiecki zalicza się zasadniczo do typu języków fleksyjnych, przy czym odmiana rzeczownika jest stosunkowo uboga i do oznaczenia liczby i przypadka używa się przede wszystkim rodzajników.
Język niemiecki ma liczbę pojedynczą z 3 rodzajami – męskim, żeńskim i nijakim, oraz liczbę mnogą bez podziału na rodzaje. Rodzaje męski i nijaki wykazują podobieństwo w odmianie, podobnie rodzaj żeński i liczba mnoga. Są 4 przypadki – mianownik, dopełniacz, celownik i biernik, przy czym najrzadziej używany jest dopełniacz.
Czasowniki mają bogatszą odmianę przez osoby, liczby, czasy, tryby i strony. Formy czasowników niemieckich nie rozróżniają natomiast rodzaju gramatycznego. Czasownik występuje na drugim miejscu, chyba że występuje w zdaniu pytającym szczegółowym. 

## Słowotwórstwo
Słowotwórstwo w języku można rozpatrywać dwojako: a) jako proces powstawania nowych wyrazów za pomocą morfemów słowotwórczych, b) na płaszczyźnie synchronicznej – jako określone konstrukcje morfemów leksykalnych i morfemów słowotwórczych.
Rodzaje słowotwórcze (Wortbildungsarten) w ujęciu synchronicznym.

### Złożenia/wyrazy złożone (Zusammensetzungen, Komposita)
Język niemiecki jest bogaty w wyrazy złożone, a jednym z powodów jest działalność purystów, którzy wyrazy pochodzenia obcego często zastępowali złożeniami (Campe, Słowniki zniemczające). Złożenia to wyrazy składające się z przynajmniej dwóch morfemów podstawowych (leksykalnych).
Dla języka niemieckiego wyróżnia się dla konstrukcji nominalnych (głównie rzeczowników i – w mniejszym stopniu – przymiotników) następujące rodzaje złożeń:
Złożenia determinatywne (Determinativkomposita) to złożenia najczęściej występujące w języku niemieckim. Składają się z członu określającego (Bestimmungswort) i określanego (Grundwort), np. Damenschuh, Lederschuh, Winterschuch, gdzie Damen-, Leder-, Winter- określają bliżej człon podstawowy -schuh. Między członami mogą wystąpić interfiksy (spójki) (Fugenelemente), które nie są morfemami, gdyż nie mają znaczeń. Przykłady: Land-s-mann, Land-es-farbe; Aufnahm-e-prüfung, Visit-en-karte (w Austrii: Aufnahm-s-prüfung, Visit-karte), Rind-er-braten, Tag-e-blatt (w Szwajcarii: Rind-s-braten, Tagblatt). Są wieloczłonowe złożenia determinatywne: Motorradweltmeisterschaft, gdzie elementem określającym jest konstrukcja Motorrad-, a określanym -weltmeisterschaft.
Istnieją też złożenia determinatywne z członami skrótowymi: U-Bahn (Untergrundbahn).
Złożenia kopulatywne/adytywne (Kopulativkomposita) – obydwa człony są równorzędne, a znaczenie całości jest sumą znaczeń poszczególnych członów, a więc: Königinmutter =  królowa i matka, Dichterkomponist = poeta i kompozytor. Złożenia tego typu występują stosunkowo rzadko.
Złożenia posesywne (Possessivkomposita) – pod względem budowy są podobne do złożeń determinatywnych, jednak znaczenie całości nie wynika z relacji określania. Przykłady: Langfinger („ktoś, kto posiada «długie palce», czyli złodziej”), Großmaul („ktoś z «wielką gębą», czyli przechwalca”), Dummkopf („ktoś z «głupią głową», czyli głupiec”). Znaczenie złożeń posesywnych odnosi się więc do czegoś, co jest przez kogoś posiadane.
Zestawienia (Zusammenrückungen) – formacje rzeczownikowe powstałe z grup wyrazowych i dające się przekształcić na grupy wyrazowe, np. der Nimmersatt („żarłok”) < nimmer satt, Vergißmeinnicht („niezapominajka”) < vergiß mein nicht. Poszczególne elementy grupy wyrazowej w identycznej formie występują w złożeniu.
Zusammenbildungen – złożenia powstałe z grup wyrazowych, jednak przekształcone w inną kategorię gramatyczną, np. Inbetriebnahme < in Betrieb nehmen, dreifenstrig < drei Fenster. Przez niektórych badaczy traktowane jako derywaty (a więc nie złożenia) od grup wyrazowych.
Złożenia przymiotnikowe:
Złożenia determinatywne: eiskalt, hellrot
Złożenia kopulatywne/adytywne: weiß-rot (biało-czerwony).
Wśród złożeń czasownikowych wymieńmy złożenia z przysłówkami zaimkowymi: herausarbeiten (wypracować), hineinwagen (odważyć się wejść), herabsetzen (obniżać, redukować) itp. Niewiele jest natomiast innych czasowników złożonych, por. frühstücken (jeść śniadanie), stattfinden (odbywać się), teilnehmen (brać udział), zusammenschreiben (pisać łącznie), totschweigen (pomijać milczeniem), notlanden (awaryjnie lądować).

### Derywaty (Ableitungen, Derivate)
Konstrukcje wyrazowe zawierające morfemy słowotwórcze: sufiksy (przyrostki) lub prefiksy (przedrostki). Za derywację uznawane są też konwersje (zmiana części mowy bez morfemów słowotwórczych) i derywaty wewnętrzne (zmiana formy morfemu podstawowego).

#### Formacje sufiksalne
We współczesnym języku niemieckim istnieje wiele wyrazów z sufiksami. Przykłady:
Rzeczowniki rodzaju męskiego:
–er: Lehrer („nazwa osoby”), Sender (nadajnik) („rzecz, sprzęt”), Säufzer (westchnienie)
–ler, -ner: Bettler, Schaffner
–ling: Prüfling
–el: Flügel, Ärmel
Rzeczowniki rodzaju żeńskiego:
–in: występuje przy rzeczownikach (zwykle nazwach osób lub zwierząt) żeńskich: Lehrerin (< Lehrer), Studentin, Füchsin.
–ung: często występuje w rzeczownikach abstrakcyjnych rodzaju żeńskiego: Entdeckung (< entdecken), Führung, Verfilmung, ale też w nazwach konkretnych: Wohnung, Kleidung, Kupplung (sprzęgło), Lösung (roztwór).
–heit, -keit – występują często w rzeczownikach abstrakcyjnych rodzaju żeńskiego pochodzących od przymiotników prostych: Freiheit (< frei), Schönheit, Dummheit lub derywatów przymiotnikowych: Arbeitslosigkeit (< arbeitslos), Dankbarkeit (< dankbar).
–schaft: często przy rzeczownikach zbiorowych: Beamtenschaft (ogół urzędników), Kundschaft (klientela), Gewerkschaft, Genossenschaft, stan lub relacje: Vaterschaft (ojcostwo), Freundschaft (przyjaźń), Bekanntschaft (znajomość)
–e: dawniej był sufiksem produktywnym, dlatego istnieje w języku niemieckim dość dużo rzeczowników z tym sufiksem: (rodzaj żeński) Höhe, Länge, Kälte, Zusage (rodzaj męski) Bote, Friede
–de, -t: Begierde (chciwość), Tracht (strój), Flucht (ucieczka)
Rzeczowniki rodzaju nijakiego:
–tum: Beamtentum, Christentum
–nis: Erzeugnis, Verhältnis, Verzeichnis, Erlaubnis
–sel, -sal: Rätsel (zagadka), Mitbringsel (upominek przywieziony skądś), Trübsal (smutek, zgryzota)
–icht: Dickicht
–chen – sufiks zdrabniający: Bäumchen (< Baum), Frauchen (< Frau) (kobietka), w Austrii: -l, -el, -erl (das Zuckerl – cukierek), w Szwajcarii: -li (Leckerli – smakołyk)
Sufiksy pochodzenia obcego
a. dla rodzaju męskiego
–ant, -ent, -and: Musikant, Konkurrent, Doktorand
–eur: Masseur, Redakteur
–ist: Sozialist, Komponist
–(at)or: Organisator, Diktator, Ventilator
–ar, -är: Bibliothekar, Sekretär
–at: Kandidat, Stipendiat, Automat, Apparat
–ier: Hotelier, Portier, ale: das Quartier
–ismus: Realismus, Strukturalismus
–us (mało aktywny): Musicus (muzykant), Physicus (lekarz)
b. dla rodzaju żeńskiego
-ie: Demokratie, Energie, Akademie
-ion, -tion, -ssion: Division, Direktion, Kommission
-tät: Universität, Nervosität
-ik: Republik, Mathematik
-ur: Literatur, Reparatur, Frisur
-enz, -anz: Konferenz, Residenz, Substanz, Instanz
-ade: Promenade, Universiade
-age: Sabotage, Reportage
c. dla rodzaju nijakiego
–at: Kombinat, Rektorat, Postulat
–ar: Exemplar, Formular, Vokabular
–ment: Parlament, Instrument, Argument
Z rzeczownikami kończącymi się na -ch, -g, -ng łączy się sufiks -lein: Äuglein, Bächlein, Zwerglein, Zünglein. W przypadku Mädchen, Fraulein te sufiksy zatraciły funkcję zdrabniającą.
Formacje sufiksalne przymiotnika:
Sufiks -ig: seidig (jedwabisty), witzig (dowcipny), hungrig (głodny), gutmütig (dobroduszny), -isch: modisch, tierisch, dichterisch, schwedisch, österreichisch. Dużą grupę tworzą derywaty od leksemów pochodzenia obcego: psychisch, graphisch, ethisch, komisch, optimistisch, germanistisch, -arisch: tabellarisch, literarisch, parlamentarisch.
Inne sufiksy: -bar: trennbar (rozdzielny), brauchbar (użyteczny), -lich: festlich (odświętny), sprachlich (językowy), -los: w znaczeniu: „brak czegoś”: farblos (bezbarwny), erfolglos (bezskuteczny), kostenlos (bezpłatny), grenzenlos (bezgraniczny)
–mäßig: tworzy derywaty od baz rzeczownikowych: pflichtmäßig (jak wymaga obowiązek), vertragsmäßig (zgodnie z umową)
Mniej produktywne są sufiksy:
–haft: zwykle w znaczeniu: „mający charakter…, będący w rodzaju…”: märchenhaft (bajkowy), fabelhaft (bajeczny), krankhaft (chorobliwy)
–sam: sparsam (oszczędny), arbeitsam (pracowity), wachsam (czujny)
–en/-ern: golden (złoty) seiden (jedwabny), hölzern (drewniany)
Sufiksy obce: -abel/-ibel: spendabel (hojny), diskutabel: (dyskusyjny), -iv (expansiv, defensiv, passiv, attraktiv, objektiv), -al/ell: national, offiziel, -ös/os: mysteriös (tajemniczy), famos (słynny).
Nieliczne derywaty czasownikowe to m.in.: läch-el-n, kränk-el-n, mild-er-n, trakt-ier-en.
Derywaty wewnętrzne: schreien > Schrei, greifen > der Griff. A więc: Schrei to bezsufiksowy derywat od wyrazu bazowego schreien, a Griff to derywat wewnętrzny od greifen.
Konwersja – utworzenie nowego wyrazu za pomocą zmiany części mowy bez zmiany formy (najczęściej jako urzeczownikowienie): blau > das Blau, das Aber < aber, laufen > das Laufen.

#### Formacje prefiksalne (Präfixbildung)
Do derywacji można zaliczyć formacje prefiksalne – wyrazy z występującym na początku prefiksem/przedrostkiem. W odróżnieniu od sufiksów związanych z poszczególnymi częściami mowy te same prefiksy mogą występować przy różnych częściach mowy: Un-ruhe, Un-geduld, un-ruhig, ver-kehren. W niektórych pracach formacje prefiksalne są traktowane jako oddzielna – obok derywatów – kategoria słowotwórcza.
Formacjami prefiksalnymi (nie złożeniami) są konstrukcje czasownikowe z morfemami rozdzielnymi: ein- (einsteigen), auf- (aufmachen), nierozdzielnymi: unter- (unterschieben), ver- (verschwinden).
Prefiksy pochodzenia obcego: bi-: bilabial (dwuwargowy), bilateral, uni-: unilateral, anti-: antidemokratisch, poly-: polyfunktional (wielofunkcyjny), in-: intolerant, erz-: Erzbischof (arcybiskup), ex-: Exminister, extra-: Extrablatt (dodatek nadzwyczajny), inter-: Interpunktion, ko-, kon- itp.: Koproduktion, Kontext, re-: Rezession, Reexport, vize-: Vizekanzler, de-, des-, dis-: Desinteresse, Dislokation, Disproportion

### Formacje skrócone (Kurzwörter)
Wyrazy skrócone: skróty literowe: BRD – Bundesrepublik Deutschland, LKW – Lastkraftwagen, skróty sylabowe: (skrótowce inicjalne, Kopfwörter) Kripo < Kriminalpolizei, Uni < Universität, Abi < Abitur, (skrótowce finalne, Schwanzwörter) Bahn < Eisenbahn, Bus < Omnibus.
Oprócz tego mamy do czynienia ze skrótami, które nie są leksemami i dotyczą jedynie pisowni: Prof. (Professor), usw. (und so weiter).

## Słownictwo

### Liczba słów w języku niemieckim
Nie można jednoznacznie ustalić, ile słów/wyrazów jest w języku niemieckim. Już samo „słowo/wyraz” jest wieloznaczne. Wyraz można rozumieć jako abstrakcyjny element systemu językowego (Wort, Lexem) albo jako formę gramatyczną wyrazu (Wortform), wreszcie jako wyraz tekstowy, występujący w korpusach językowych wielokrotnie w różnych formach gramatycznych (Textwort).
W literaturze przedmiotu mówi się, że centralne słownictwo języka niemieckiego liczy ok. 75 tysięcy wyrazów (rozumianych jako elementy systemu językowego).
10-tomowy współczesny słownik Dudena (1999) zawiera ok. 200 tysięcy, a jednotomowy słownik Wahriga (2008) ok. 260 tysięcy haseł. Deutsches Universalwörterbuch szacuje liczbę wyrazów niemieckich na 500 tysięcy. Jednak takie liczby nie są miarodajne, bowiem słownictwo ujęte w słownikach nie obejmuje wielkiej liczby wyrazów złożonych czy derywatów. A pod tym względem język niemiecki ma wyjątkowo duży potencjał. Problemem dla badaczy jest też wieloznaczność wielu leksemów, niekiedy jeden wyraz hasłowy ma kilka albo kilkanaście znaczeń. W użyciu jest poza tym ogromna (licząca miliony słów) ilość wyrazów używanych w językach fachowych (specjalistycznych), nieujętych w słownikach.
Największy słownik języka niemieckiego braci Grimm (1852-1960) liczy ok. 350 tysięcy wyrazów hasłowych. Słownik zawiera słownictwo niemieckie do ok. roku 1900, a przecież od tego czasu język niemiecki wzbogacił się o wiele nowych wyrazów. Co prawda niektóre wyrazy wyszły z użycia, jednak ich liczba jest trudna do ustalenia, gdyż część z nich funkcjonuje obecnie na peryferiach niemieckiego słownictwa jako wyrazy historyczne lub archaizmy.
Uwzględniając temat słowotwórstwa i terminów fachowych, można przyjąć, że słownictwo języka niemieckiego jest znacznie bogatsze niż wynikałoby to z istniejących słowników. Język niemiecki może liczyć przynajmniej 10 milionów wyrazów. Ale i takie wyliczenia są prawdopodobnie bardzo zaniżone, gdyż możliwość tworzenia wyrazów złożonych i derywatów w języku niemieckim jest trudna do ogarnięcia.

### Częstotliwość użycia wyrazów
Na podstawie zdigitalizowanego korpusu językowego próbowano ustalić częstotliwość użycia poszczególnych wyrazów w trzech różnych okresach czasowych.
Lata 1905–1914 – najczęściej używane a) rzeczowniki to: Jahr, Herr, Zeit, Frau, Mensch, Tag, Wort, Leben, Mann, Kind, b) czasowniki: sagen, kommen, machen, sehen, geben, gehen, stehen, finden, nehmen, bleiben, c) przymiotniki: gut, neu, ander, ganz, klein, alt, erst, deutsch, weit, letzte;
Lata 1948–1957 – a) rzeczowniki: Mensch, Jahr, Zeit, Frau, Herr, Tag, Leben, Welt, Frage, Staat, b) czasowniki: sagen, geben, sehen, kommen, machen, gehen, stehen, bleiben, nehmen, liegen, c) przymiotniki: ander, gut, neu, deutsch, klein, erst, alt, weit, ganz, eigen;
Lata 1995–2004 – a) rzeczowniki: Jahr, Zeit, Frau, Mensch, Tag, Prozent, Kind, Leben, Vater, Haus, b) czasowniki: sagen, geben, kommen, sehen, gehen, machen, stehen, finden, bleiben, liegen, c) przymiotniki: ander, neu, gut, ganz, erst, deutsch, weit, klein, alt, eigen.

### Wyrazy obce w języku niemieckim
Słownictwo niemieckie składa się zarówno z rodzimego zasobu leksykalnego (wyrazów rodzimych mających swe źródło w języku praindoeuropejskim albo pragermańskim), jak i z wyrazów zapożyczonych z innych języków. W słowniku Dudena z 1997 roku znajduje się następująca konkluzja: na ok. 400 000 słów języka niemieckiego przypada ok. 100 000 wyrazów obcych, a słownictwo podstawowe (szacowane na ok. 2800 wyrazów) zawiera ok. 6% zapożyczeń. Na tej podstawie jeden z badaczy wyciągnął wniosek, że niemieckie słownictwo ogólne zawiera ok. 10% wyrazów obcych i 1% anglicyzmów.
Towarzystwo Języka Niemieckiego (Gesellschaft für deutsche Sprache) w roku 1999 oświadczyło, że biorąc pod uwagę tylko główne części mowy, udział zapożyczeń w niemieckim słownictwie szacuje się na 16–17%. Według innych autorów wyrazy obce stanowią ponad jedną czwartą słownictwa języka niemieckiego. Mimo intensywnej działalności niemieckich purystów dużą część współczesnego niemieckiego słownictwa stanowią wyrazy pochodzenia obcego.
W historii języka niemieckiego największy wpływ na kształt słownictwa miała łacina i język francuski. Znacząca ilość zapożyczeń pochodzi z greckiego i z języka włoskiego. Z języków pozaeuropejskich należy wspomnieć o języku arabskim, z którego pochodzą głównie tzw. zapożyczenia pośrednie, a więc przejęte za pośrednictwem innych języków, np. Admiral jako bezpośrednie zapożyczenie z języka francuskiego. Pod koniec XX wieku nastąpił wyraźny przypływ wyrazów z języka angielskiego, jednak ilościowy udział anglicyzmów w dalszym ciągu nie dorównuje latynizmom i galicyzmom. Z zapożyczeń pochodzenia polskiego najbardziej znany jest wyraz Grenze z XIII wieku.
Zapożyczane były nie tylko pojedyncze leksemy. Mamy też do czynienia z kalkami leksykalnymi (np.: Lebenslauf z łaciny: curriculum vitae), neosemantyzmami (np. Maus w znaczeniu „przyrząd do komputera”) czy z zapożyczeniami słowotwórczymi (Lehnwortbildungen), np. hybrydyczne (złożone z elementu rodzimego i obcego) extrastark, statusmäßig.

### Słownictwo w NRD i NRF/RFN
Przykłady słownictwa używanego w NRD, a nieznanego w ówczesnej NRF:
Przemysł i budownictwo: Arbeitsbrigade, Arbeitskollektiv, Kombinat, Planerfüllung, sozialistische Planwirtschaft
Handel: Kaufhalle, Landwarenhaus, Betriebsverkaufsstelle, Intershop
Rolnictwo: Agraringenieur, Dorfakademie, LPG (Landwirtschaftliche Produktionsgenossenschaft)
Oświata i wychowanie: erweiterte Oberschule, Frauenakademie
Kultura i sztuka: Arbeiterfestspiele, Kultur- und Bildungsplan
Struktury państwowe: Arbeiter- und Bauernstaat, Kader, Nationale Volksarmee, Zentralkomitee.
Do słownictwa używanego tylko w NRF należały m.in.: Bundespräsident, Bundesregierung, Datenschutz, Berufsverbot, Kurzarbeit, Personalchef, Grundschule, Primarschule, Sekundarschule, Makler, Mieterhöhung, Sozialamt, Vermieter, Wohnungsmarkt.
Odmienne systemy gospodarcze w obu państwach niemieckich, aspekty ideologiczne powodowały, że identyczne sprawy określano innymi wyrazami. Kilka przykładów (na pierwszym miejscu wariant zachodnio-, na drugim wschodnioniemiecki):
Arbeitnehmer/Werktätiger (robotnik), Elternbeirat/Elternaktiv (rada rodziców), Führerschein/Fahrerlaubnis (prawo jazdy), Auszubildender (Azubi)/Lehrling (uczeń, praktykant), Beurteilung/Arbeitszeugnis (świadectwo pracy), Devisen/Valuta, Staatsangehörig-keit/Staatsbürgerschaft (obywatelstwo), Revierpolizist/Abschnittsbevollmächtigter, Brathähnchen/Broiler, Pizza/Krusta.
Przykłady na kalki leksykalne (Lehnübersetzungen) w NRD: Plansoll, Kulturhaus, Held der Arbeit. Są to wyrazy będące strukturalnym odwzorowaniem wyrazów języka rosyjskiego.
Przykłady neosemantyzmów w NRD: Akademiker („Mitglied einer Akademie”, członek akademii), parteilich (zgodny z wymogami partii SED). Wyrazy te były więc używane w nowym znaczeniu.
Po zjednoczeniu Niemiec w 1990 roku dawne typowe słownictwo NRD-owskie w większości zniknęło. Część tego słownictwa przetrwała jedynie u starszej generacji ludności Niemiec Wschodnich.
O specyfice słownictwa niemieckiego w Austrii i Szwajcarii jest mowa w oddzielnych artykułach.